# San Rafael de Díaz
San Rafael de Díaz är en ort i Mexiko.   Den ligger i kommunen Huejúcar och delstaten Jalisco, i den centrala delen av landet, 500 km nordväst om huvudstaden Mexico City. San Rafael de Díaz ligger 2 220 meter över havet och antalet invånare är 138.
Terrängen runt San Rafael de Díaz är huvudsakligen kuperad, men åt sydväst är den platt. Runt San Rafael de Díaz är det glesbefolkat, med 15 invånare per kvadratkilometer. Närmaste större samhälle är Huejucar, 10,5 km öster om San Rafael de Díaz. I omgivningarna runt San Rafael de Díaz växer huvudsakligen savannskog.